# Karl Weise (Dichter)

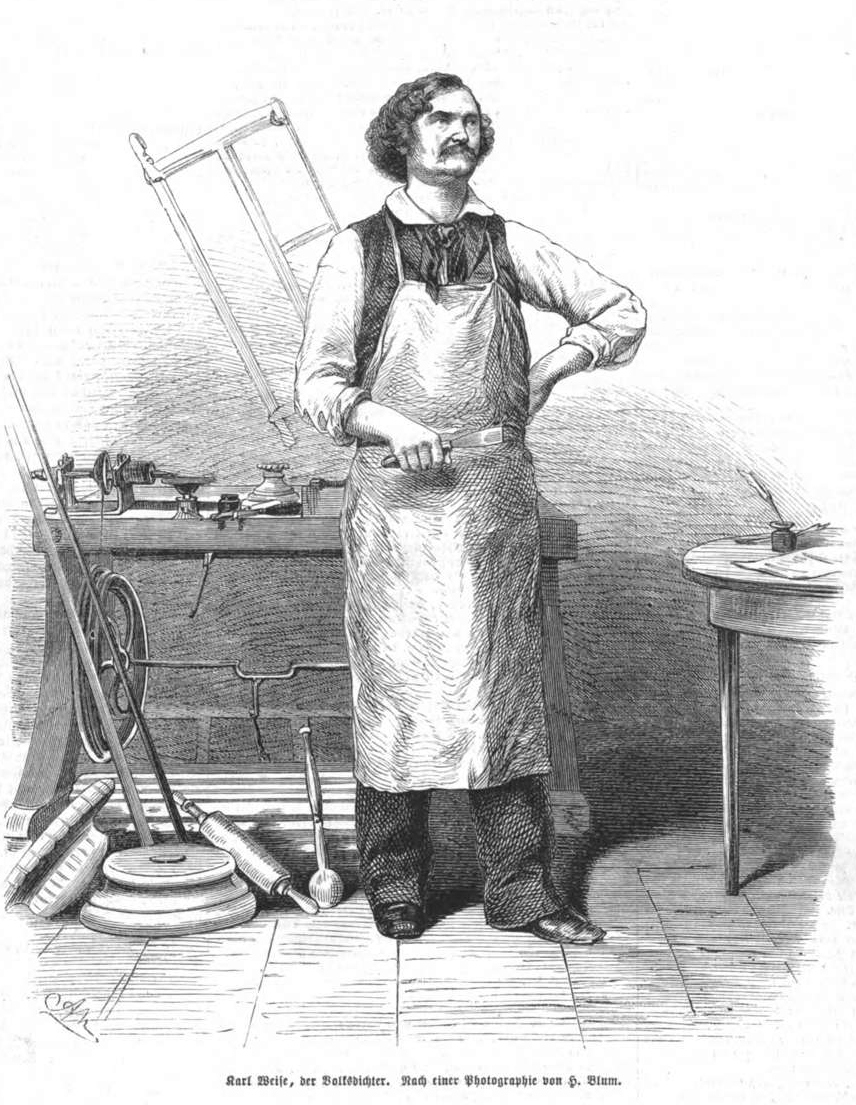
Karl Weise (Grafik von Adolf Neumann, 1864)

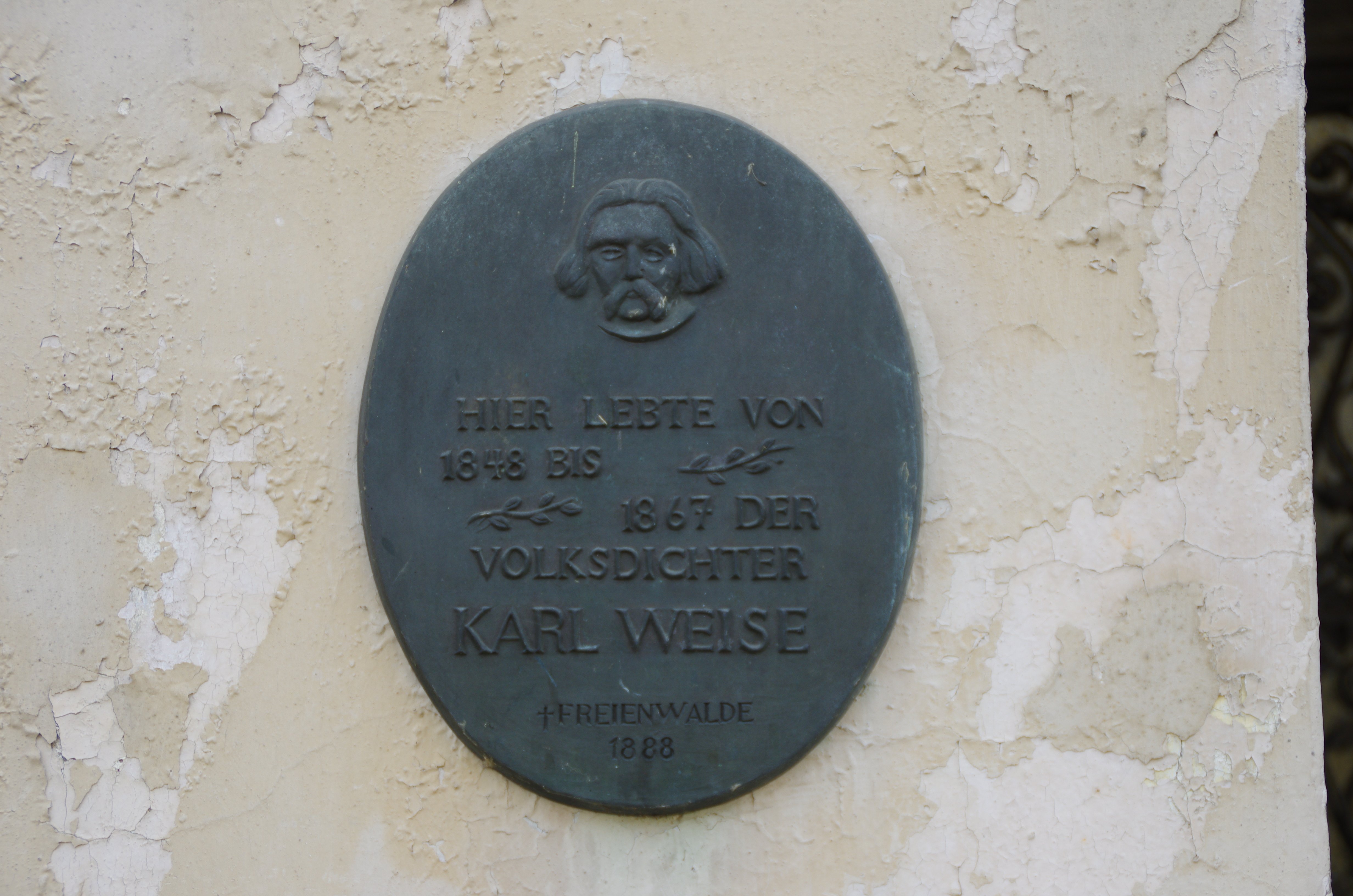
Gedenktafel am Haus Königstraße 36 in Bad Freienwalde

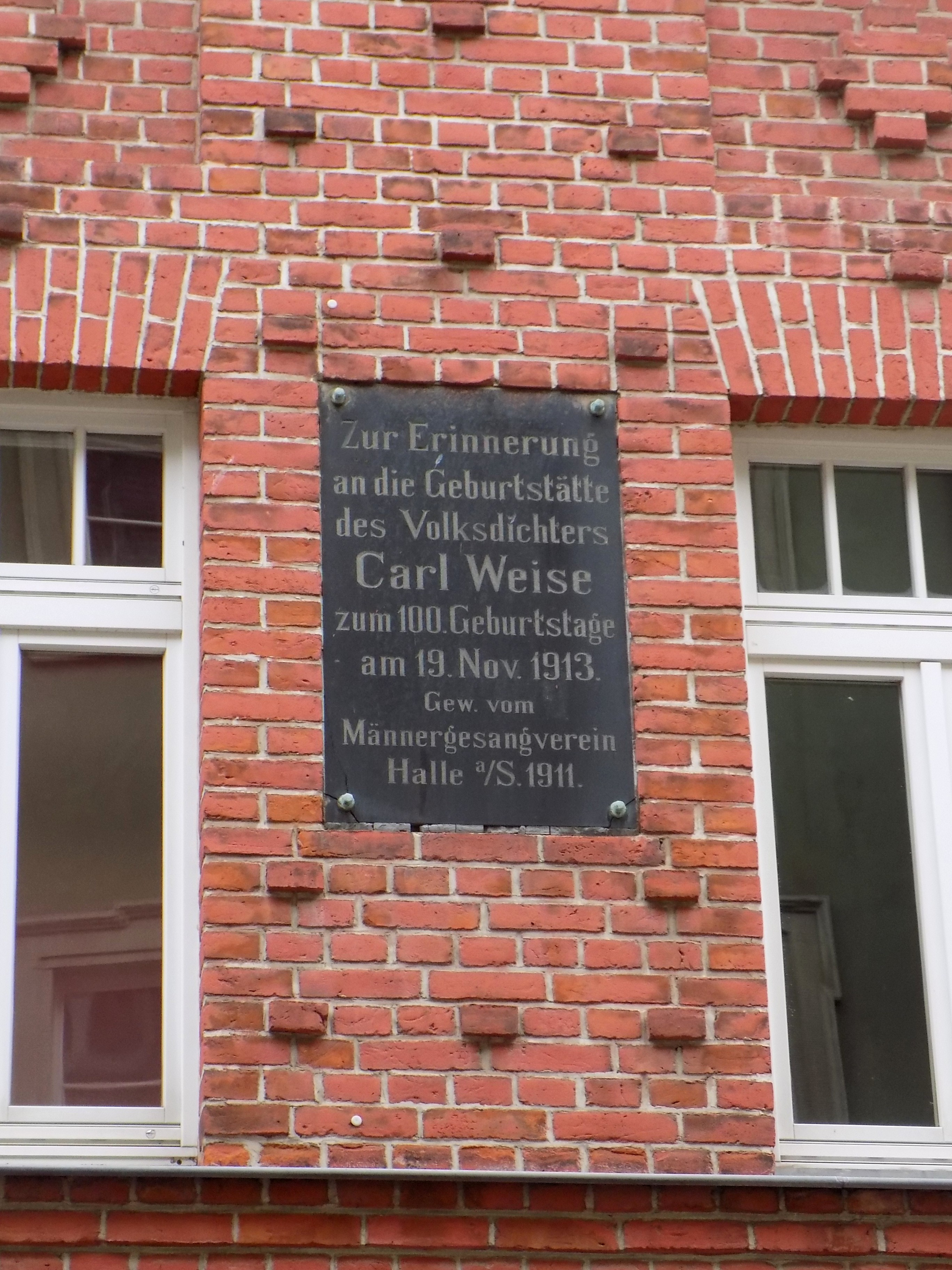
Gedenktafel am Nachfolgebau seines Geburtshauses in Halle (Saale)

Karl Weise (* 19. November 1813 in Halle (Saale); † 31. März 1888 in Freienwalde) war Volksdichter und Drechslermeister.

## Leben
Geboren und ausgebildet in Halle (Saale) begab sich Weise nach seiner Drechslerlehre auf Wanderschaft. Er lebte von 1842 bis 1848 in Berlin, anschließend in Freienwalde bis zu seinem Tod. Mit seiner Frau Christiane Charlotte Henriette Milde, die er 1854 hier ehelichte, hatte er sechs Kinder. 1858 wurde er Mitglied des Vereins für deutsche Reimsprache, ein Jahr später erschien sein erstes Werk Blumen der Wälder. Mehr und mehr wurde er als Volksdichter bekannt. Theodor Fontane besuchte ihn und beide entwickelten eine Freundschaft. In den Wanderungen durch die Mark Brandenburg widmete ihm Fontane unter dem Titel Hans Sachs in Freienwalde ein eigenes Kapitel. Seine wachsende Bekanntheit wird auch daraus ersichtlich, dass Weise, dessen Erzählungen und Gedichte sich um das Handwerkerleben drehten, vom preußischen König Friedrich Wilhelm IV. mit einer jährlichen Ehrengabe in Höhe von 50 Talern unterstützt wurde.

## Ehrungen
Die Berliner Weisestraße wurde – wie auch die Karl-Weise-Schule – nach ihm benannt (zwischen Hermannstraße und Schillerpromenade). In seiner Geburtsstadt Halle (Saale) erinnern zwei Gedenktafeln am Nachfolgebau seines Geburtshauses an den Dichter, die ältere davon seit 1911. Auch in seinem Hauptwohnort erinnert man an den „Freienwalder Hans Sachs“, wie man ihn wegen seiner Verbindung zur Stadt zu nennen pflegte. Zunächst errichteten ihm Handwerker vier Jahre nach seinem Tod ein Denkmal, 1979 schuf auch die Stadt ein solches. Zudem ist auch hier eine Straße nach ihm benannt worden. Schließlich gibt es mehrere Gedenktafeln in Bad Freienwalde, die zu seinem 100. Todestag entstanden, etwa in der Gesundbrunnenstraße oder in der Königstraße.

## Werke
- Blumen der Wälder, 1859
- Handwerkerbraut, 1860
- Familienleben in Dichtungen, 1862
- Volkskalender
- Ritter Uchtenhagen, Gedichte
- Blumen der Wälder, Gedichte
- Georg Derfflinger, Gedichte
- Neuester Führer durch Freienwalde a.d. Oder und seine Fluren
- Das Jugendleben eines Handwerkers, Erzählung, 1879
- Weihnachtserlebnisse einer Handwerkerfamilie, Erzählung, 1872
- Marie, eine Tochter aus der Armuth, Erzählung, 1880